# Brangas torfrida
Espèce
Brangas torfrida est un papillon de la famille des Lycaenidae, de la sous-famille des Theclinae et du genre Brangas.

## Dénomination
Brangas torfrida a été décrit par William Chapman Hewitson en 1867 sous le nom de Thecla teucria.
Synonyme : Atlides torfida.

## Description
Brangas torfida est un petit papillon dont les pattes et les antennes sont annelées de noir et de blanc et qui possède deux fines queues, une courte et une longue, à chaque aile postérieure.
Le dessus est bleu clair bordé de marron au bord costal et au bord externe des ailes antérieures.

## Écologie et distribution
Brangas torfrida  réside au Brésil et en Guyane,.

### Protection
Pas de statut de protection particulier.